# 東京都立あきる野学園
東京都立あきる野学園（とうきょうとりつ あきるのがくえん）は、東京都あきる野市上代継にある公立特別支援学校。

## 学部
肢体不自由教育部門（A）
- 小学部
- 中学部
- 高等部

知的障害教育部門（B）
- 小学部
- 中学部
- 高等部（普通科）

## 沿革
- 1997年 - 開校
- 2002年 - 文部科学省研究開発学校（2006年まで）
- 2008年 - 学校名を「東京都立あきる野学園養護学校」から「東京都立あきる野学園」に変更（「養護学校」の文字が消える）

## 著名な卒業生・教職員
- 森井大輝（チェアスキーヤー）
  - 2002年のソルトレークシティ大会から平昌大会まで5大会連続でパラリンピックに出場し、銀メダル4個、銅メダル1個を獲得。障がい者アルペンスキーワールドカップで3度の総合優勝、世界選手権で4度の優勝を果たした[1][2][3]。
- 根津公子（家庭科教諭）